# Tosktjärnen (Burträsks socken, Västerbotten)
Tosktjärnen är en sjö i Skellefteå kommun i Västerbotten och ingår i Rickleåns huvudavrinningsområde. Sjön har en area på 0,145 kvadratkilometer och ligger 287,1 meter över havet.

## Delavrinningsområde
Tosktjärnen ingår i det delavrinningsområde (717210-169003) som SMHI kallar för Namn saknas. Medelhöjden är 305 meter över havet och ytan är 1,31 kvadratkilometer. Det finns inga avrinningsområden uppströms utan avrinningsområdet är högsta punkten. Vattendraget som avvattnar avrinningsområdet har biflödesordning 4, vilket innebär att vattnet flödar genom totalt 4 vattendrag innan det når havet efter 113 kilometer. Avrinningsområdet består mestadels av skog (76 procent). Avrinningsområdet har 0,14 kvadratkilometer vattenytor vilket ger det en sjöprocent på 11 procent.